# ウドゥルタイ
ウドゥルタイ（至元8年（1271年）- 大徳6年1月10日（1302年2月8日））は、大元ウルス中期の領侯。アントン（安童）の子でバイジュの父。
『元史』などの漢文史料では兀都帯(wùdōudài)と表記される。

## 概要
父と同様にケシクテイ（宿衛）の長を務める。『元史』安童伝によれば、父が没した際には一切の贈物を受け取らずに質素な葬儀を行い、母親には孝を尽くしたとされている。クビライの崩御、テムルの即位に際しては銀青栄禄大夫・大司徒を拝し、太常寺のことを掌ってクビライの葬儀や廟号決定などに深くかかわった。
その一方でテムルの時代に入ると、ウドゥルタイがテムルに反抗的な諸侯の1人として名前が登場するようになる。元貞2年（1296年）11月、ウドゥルタイらがオゴデイ以来3代のモンゴル帝国カアン（元朝皇帝）の実録を訳してテムルに進上したところ、テムルはその内容に錯誤が多いと激怒している（『元史』成宗紀）。大徳元年（1296年）閏12月には、テムルが2年連続（今年と直前に迫った翌年の）正月の朝賀に際してウドゥルタイが雪を理由に遅れていることを非難して崔彧に監察を命じている（『元史』崔彧伝）。その背景には父のアントンの失脚後の一族の不遇に対するウドゥルタイの不満やテムルのウドゥルタイに対する不信感などがあったと考えられている。実際、ウドゥルタイが在世中には実務的な要素の強い官職には任じられていない。
大徳6年（1302年）正月に32歳で死去、当時5歳であった遺児のバイジュには宿衛長は務まらず、直ちに継ぐことは許されなかった。7年後の至大2年（1309年）、バイジュが宿衛長に任じられ、その際にウドゥルタイにも保徳翊運功臣・太師・開府儀同三司・上柱国・東平王の称号と忠簡の諡号が追贈されている。

## ジャライル部バアトル系国王ムカリ家
- グウン・ゴア（Gü’ün U’a ＞孔温窟哇/kǒngwēn kūwa）
  - 左翼万人隊長・国王ムカリ（Muqali guy-ong ＞木華黎国王/mùhuálí guówáng,موقلىكويانك/mūqalī kūyānk）
    - 左翼万人隊長・国王ボオル（Bo’ol ＞孛魯bólŭ,بوغول/būghūl）
      - 先鋒元帥バアトル（Ba’atul noyan ＞覇突魯/bàtūlŭ,بهادر نويان/bahādur nūyān）
        - 中書右丞相アントン（Antong noyan ＞安童/āntóng,هنتون نويان/hantūn nūyān）
          - 国王ウドゥルタイ（Udurdai ＞兀都帯/wùdōudài）
            - 中書右丞相バイジュ（Baiǰu ＞拝住/bàizhù）
              - トゥレル・テムル（Dürel temür ＞篤麟鉄穆爾/dǔlín tiěmùěr）

        - ディントン（Dingtong ＞定童/dìngtóng）
        - バドクタイ（Baduqutai ＞覇都虎台/bàdōuhǔtái）